# Арабелла
Арабелла, Арабела — жіноче ім'я грецького, латинського або кельтського походження.
Відомі носії:
- Арабелла Гантінгтон — американська філантропка та колекціонерка мистецтва
- Арабелла Кісбауер — австрійська телеведуча
- Арабелла Стюарт — англійська аристократка